# Skalsko
Skalsko est une commune du district de Mladá Boleslav, dans la région de Bohême-Centrale, en République tchèque. Sa population s'élevait à 400 habitants en 2020.

## Géographie
Skalsko se trouve à 10,5 km à l'ouest-nord-ouest de Mladá Boleslav et à 45 km au nord-est de Prague.
La commune est limitée par Sudoměř au nord et au nord-est, par Kováň à l'est, par Kovanec au sud-est et au sud, par Doubravička au sud, par Boreč au sud-ouest et par Kluky à l'ouest.

## Histoire
La première mention écrite de la localité date de 1352.

## Transports
Par la route, Skalsko se trouve à 19,5 km de Mladá Boleslav et à 61 km du centre de Prague.